# 無限の風
「無限の風」（むげんのかぜ）は、2007年11月21日に発売された奥田民生の21枚目のシングルである。

## 解説
前作「MANY」から1年3ヶ月ぶりのシングル。アルバム『Fantastic OT9』からの先行シングルでもある。
タイトル曲は野球日本代表「星野JAPAN」公式応援ソングに選ばれ、発表記者会見では星野仙一監督と奥田が固い握手を交わした。

## 収録曲
1. 無限の風 (4:49)
　（作詞・作曲・編曲：奥田民生）
野球日本代表「星野JAPAN」公式応援ソング、ENEOSCMソング。
2. 明日はどうだ (4:48)
　（作詞・作曲：奥田民生 編曲：スティーヴ・ジョーダン）
ニッカウヰスキー「ブラックニッカ クリアブレンド」CMソング。
3. オリエンタル・ダイヤモンド（宅録DEMO音源） (4:15)
　（作詞：井上陽水 作曲：奥田民生）
PUFFYへの提供曲のデモ音源。デモとは思えないクオリティの高さであったため、収録されることとなった。
アナログ盤には未収録。

## 収録アルバム
- Fantastic OT9 (#1,2)
- BETTER SONGS OF THE YEARS (#3)

## 参加ミュージシャン
「無限の風」
- 奥田民生 - ボーカル、ギター
- 沼澤尚 - ドラムス
- 小原礼 - ベース
- 斎藤有太 - キーボード

「明日はどうだ」
- 奥田民生 - ボーカル、ギター
- スティーヴ・ジョーダン - ドラムス、パーカッション、ハーモニー
- ピノ・パラディーノ - ベース
- ダニー・コーチマー - ギター

「オリエンタル・ダイヤモンド（宅録DEMO音源）」
- 奥田民生 - 全演奏